# Каутисъярви
Каутисъярви (Каутис-ярви, Кауттиоярви) — пресноводное озеро на территории Кестеньгского сельского поселения Лоухского района Республики Карелии.
Большая часть озера находится на территории национального парка «Паанаярви».

## Общие сведения
Площадь озера — 2,9 км², площадь водосборного бассейна — 276 км². Располагается на высоте 225,4 метров над уровнем моря.
Форма озера лопастная, продолговатая: оно более чем на два километра вытянуто с севера на юг. Берега изрезанные, каменисто-песчаные, преимущественно возвышенные.
С запада в Каутисъярви впадает водоток без названия, который несёт воды пограничного озера Корвасъярви.
Из юго-восточной оконечности Каутисъярви вытекают две протоки: более южная впадает в озеро Соваярви; более северная втекает в плёс реки Сулкийоки, которая также впадает в озеро Соваярви, из которого берёт начало река Совайоки. Последняя впадает в озеро Паанаярви, через которое протекает река Оланга, впадающая в Пяозеро.
В озере расположены два небольших безымянных острова.
К западу от озера проходит просёлочная дорога через расположенную на северо-западном берегу Каутисъярви опустевшую деревню Кауттио.
Населённые пункты вблизи водоёма отсутствуют.
Код объекта в государственном водном реестре — 02020000411102000000810.